# 한국정책방송원
한국정책방송원(韓國政策放送院)은 종합유선방송과 위성방송의 공공채널 프로그램 제작·방송, 정부의 영상물 제작 및 기록보존, 공공기관 및 단체의 영상물 제작에 대한 협조·지원에 관한 사무를 관장하는 대한민국 문화체육관광부의 소속기관이다. 2007년 8월 22일 발족하였으며, 세종특별자치시 정부2청사로 13에 위치하고 있다. 원장은 고위공무원단 나등급에 속하는 임기제공무원으로 보한다.

## 연혁
- 1948년 11월: 공보처 공보국에 영화과 설치. 대한전진보와 문화영화 제작.
- 1949년 1월: 영화과 산하 '대한영화사' 정부홍보영화 제작.
- 1953년 1월: 대한전진보를 대한뉴스로 개명.
- 1955년 1월: 공보실 선전국 영화과로 개편.
- 1958년 12월: 흑백자동현상장비 설치.
- 1960년 7월: 국무원사무처 공보국 영화과로 개편.
- 1961년 6월: 공보부 소속으로 국립영화제작소로 개편.
- 1963년 11월: 천연색현상장비 설치.
- 1968년 7월: 문화공보부 소속으로 변경.
- 1970년 9월: 영화제작 인화방식 전환(수동식 → 고속자동방식).
- 1981년 7월: VTR System 설치.
- 1986년 3월: 청사 이전(중앙청 → 영화진흥공사 건물).
- 1991년 9월: 청사 이전(영화진흥공사 → 서울특별시 강남구 역삼동 현 청사).
- 1991년 12월: 공보처 소속으로 정부간행물제작소 신설.
- 1993년 3월: 문화체육부 소속으로 개편.
- 1994년 5월: 국립영화제작소를 국립영상제작소로 개편.
- 1995년 3월 1일: 국립영상제작소를 KTV 국립방송로 개국.
- 1998년 2월: 문화관광부 소속으로 개편.
- 1999년 5월: 국립영상제작소와 정부간행물제작소를 통합하여 국정홍보처 소속 국립영상간행물제작소로 개편.
- 2000년 1월: 책임운영기관으로 지정.
- 2002년 3월: 위성방송 및 인터넷방송 실시.
- 2004년 8월: 국립영상간행물제작소를 영상홍보원으로 개편.
- 2005년 12월: 위성방송 채널변경(ch151 → ch520).
- 2007년 8월: 영상홍보원을 한국정책방송원으로 개편.
- 2008년 2월: 문화체육관광부 소속으로 변경.
- 2009년 6월: 24시간 종일방송 실시.
- 2012년 10월: 디지털방송제작시스템 도입.
- 2014년 1월 1일: 채널명칭 변경 (KTV 한국정책방송 → KTV 국민방송).[1]
- 2014년 12월 15일: 청사 이전 (서울특별시 강남구 역삼동 → 세종특별자치시 나성동 정부세종청사별관).

## 조직

### 원장
- 기획편성부
- 온라인콘텐츠부
- 방송보도부
- 방송제작부
- 방송영상부
- 방송기술부
- 운영지원부

## 같이 보기
- KTV 국민방송
- 국방홍보원
- 해외문화홍보원
- 서울신문